# Debra Ginsberg
Debra Michelle Ginsberg (născută în 15 iunie, 1962) este o autoare americană. Originară din Londra, unde s-a născut, este cunoscută pentru creații ca „Manuscrisul Anonim”, „The Grift” sau „Despre Surorile Mele”. „Manuscrisul Anonim” a fost lansat și în România, de către editura Humanitas.

## Autoare